# Funámbulo

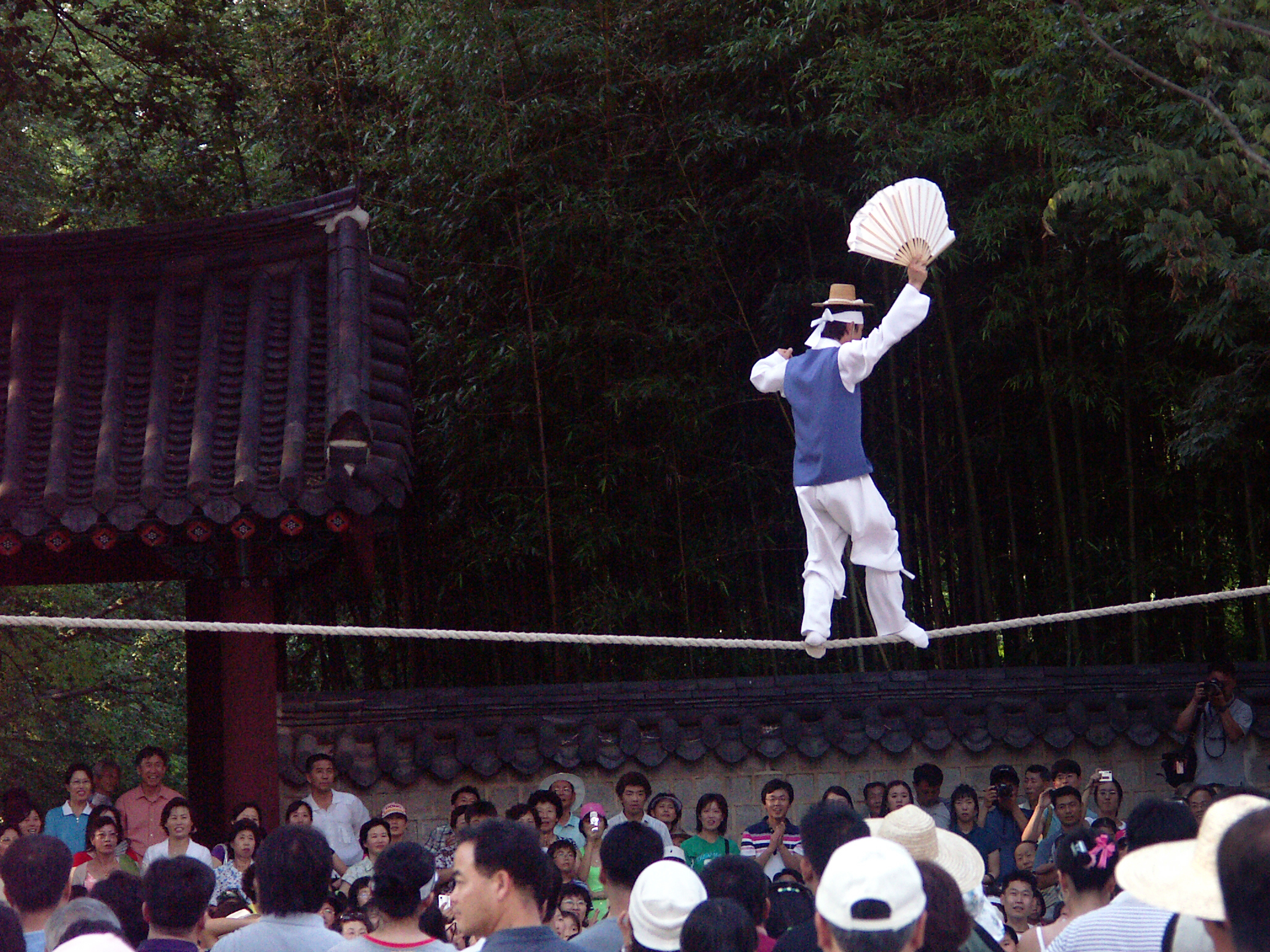
El baile sobre la cuerda del Jultagi coreano.

El funámbulo o funambulista es el artista que camina sobre una cuerda o alambre tensado. Puede usarse como sinónimo de trapecista, acróbata, equilibrista, saltimbanqui, volatinero y artista circense.

## Historia
Los griegos los llamaron schoinobates (σχοινοβάτης, danzantes en la cuerda) y se nombran así en los juegos de la polis ateneiense. Al parecer fueron introducidos en Roma el mismo año de su fundación. Se representaron en primera instancia en la isla del Tíber y después los censores Mesala y Casio los hicieron comparecer en el teatro. Terencio hace mención de un funámbulo que había distraído a su público durante la primera representación de su comedia La suegra (Hecyra, 165 a. C.). Por su parte, cuenta Marco Aurelio en sus Meditaciones que estando él y Lucio Vero presenciando los juegos mandados para celebrar sus triunfos y que habiendo caído uno de los funámbulos cuando estaba danzando, mandó Marco Aurelio que se tendiesen colchones debajo de la cuerda y que tal gesto de prudencia pudo ser el origen de la costumbre de poner debajo de ella una red.

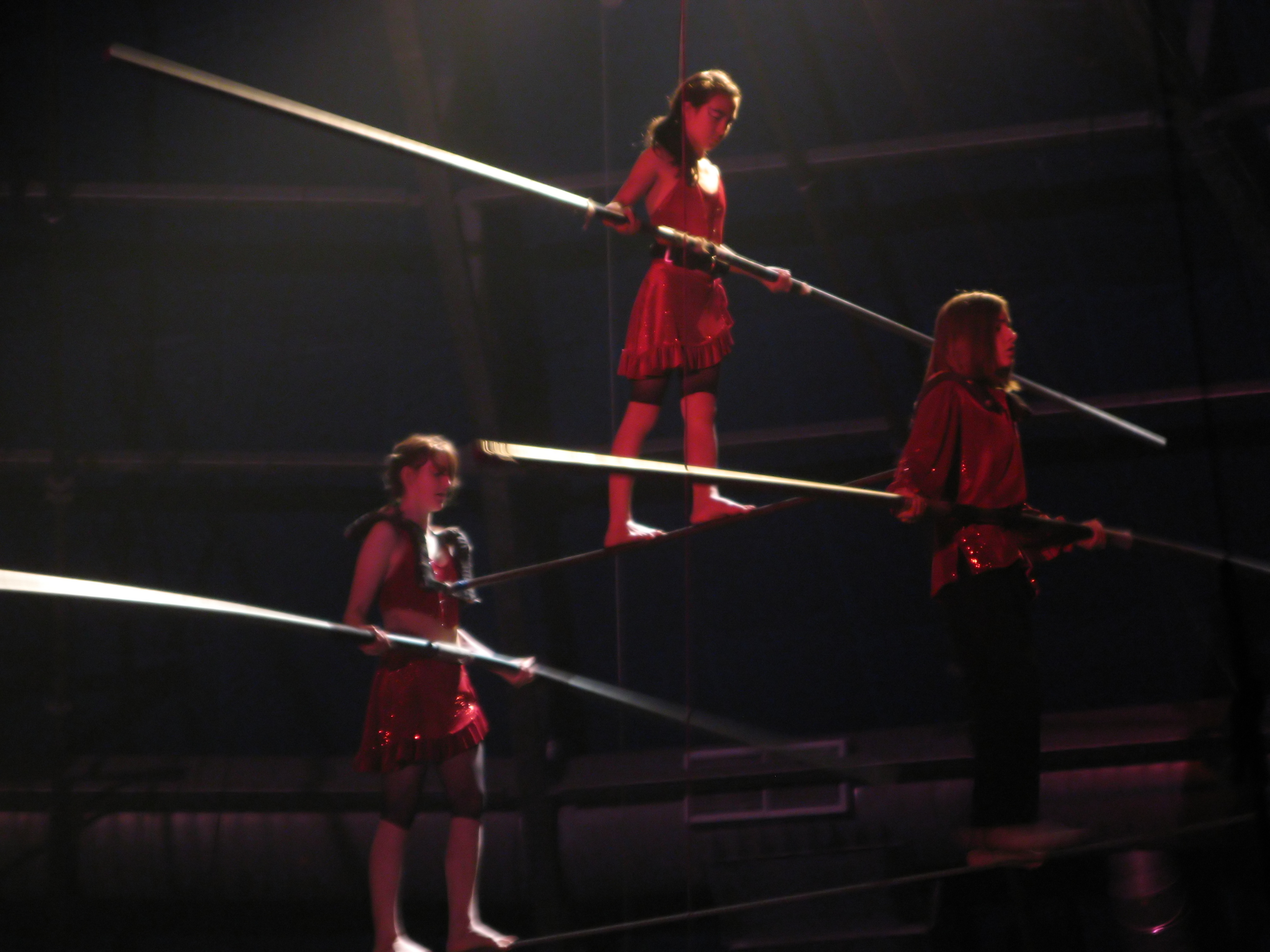
Pirámide de jóvenes funambulistas en el circo Juventas.

El gran diccionario histórico de Louis Moreri, editado en 1753, distingue cuatro géneros de danzantes de cuerda: 
- Los que daban vueltas alrededor de una cuerda en figura de una rueda alrededor de su eje;
- los que bajaban de arriba abajo por encima de una cuerda apoyados sobre el estómago, abiertos de brazos y piernas;
- los que corrían sobre una cuerda extendida horizontalmente o de arriba abajo;
- y los que brincaban y danzaban sobre dicha cuerda.

### Claude Saumaise
El sabio, humanista y filólogo francés Saumaise, llamado "el príncipe de los Comentadores", escribió en un dístico griego:

"He visto suspenso en el camino del aire un hombre que tenía la planta del pie más ancha que la senda por donde iba".